# 3. BAFTA-gála
A 3. BAFTA-gálát 1950. május 29-én tartották, melynek keretében a Brit film- és televíziós akadémia az 1949. év legjobb filmjeit és alkotóit díjazta.

## Díjazottak és jelöltek
(a díjazottak félkövérrel vannak jelölve)

### Legjobb film
Biciklitolvajok
- Berliner Ballade
- Az utolsó állomás
- Az eladott mérkőzés
- A harmadik ember
- A Sierra Madre kincse
- The Window

### Legjobb brit film
A harmadik ember
- Nemes szívek, nemesi koronák
- Útlevél Pimlicóba
- The Queen of Spades
- A Run for Your Money
- The Small Back Room
- Whiskyt vedelve

### Legjobb dokumentumfilm
Daybreak in Udi
- Circulation
- The Cornish Engine
- Drug Addict
- Isole Nella Laguna
- The Liver Fluke In Great Britain
- Report On The Refugee Problem

### Legjobb speciális film
La Famille Martin
- Accidents Don't Happen, No. 5
- Dots And Loops
- A Fly About The House
- The Legend Of St Ursula
- Tale About A Soldier

### Egyesült Nemzetek-díj az ENSZ Alapokmányának egy vagy több elvét bemutató filmnek
The Search
- Au carrefour de la vie
- Dayvreak in Udi
- The People Between
- Sardinia Project